# St. Louis Braves
Die St. Louis Braves waren ein US-amerikanisches Eishockeyfranchise der Central Hockey League aus St. Louis, Missouri.  

## Geschichte
Die Sault Ste. Marie Thunderbirds aus der Eastern Professional Hockey League wurden 1962 nach Syracuse, New York, umgesiedelt und änderten ihren Namen in Syracuse Braves. Noch während ihrer Premierenspielzeit wurden die Braves am 1. Januar 1963 erneut umgesiedelt, diesmal nach St. Louis, Missouri. Am Ende der Spielzeit wurde die EPHL aufgelöst und die St. Louis Braves nahmen zur Saison 1963/64 den Spielbetrieb in der neu gegründeten Central Professional Hockey League auf, in der sie das neue Farmteam der Chicago Black Hawks aus der National Hockey League wurden. In den vier Jahren ihres Bestehens kam nie Mannschaft nie über die erste Runde der Playoffs um den Adams Cup hinaus. 
Zur Saison 1967/68 wurden die St. Louis Braves nach Dallas, Texas, umgesiedelt, und setzten den Spielbetrieb unter dem Namen Dallas Black Hawks in der Central Professional Hockey League fort.  

## Saisonstatistik
Abkürzungen: GP = Spiele, W = Siege, L = Niederlagen, T = Unentschieden, OTL = Niederlagen nach Overtime SOL = Niederlagen nach Shootout, Pts = Punkte, GF = Erzielte Tore, GA = Gegentore, PIM = Strafminuten
| Saison  | GP | W  | L  | T  | OTL | SOL | Pts | GF  | GA  | Platz    | Playoffs                       |
| 1962–63 | 72 | 26 | 37 | 9  | —   | —   | 61  | 275 | 304 | 4., EPHL |                                |
| 1963–64 | 72 | 33 | 32 | 7  | —   | —   | 73  | 316 | 275 | 4., CPHL | Niederlage in der ersten Runde |
| 1964–65 | 70 | 13 | 51 | 6  | —   | —   | 32  | 189 | 329 | 6., CPHL | nicht qualifiziert             |
| 1965–66 | 70 | 30 | 31 | 9  | —   | —   | 69  | 226 | 217 | 4., CPHL | Niederlage in der ersten Runde |
| 1966–67 | 70 | 24 | 26 | 20 | —   | —   | 68  | 229 | 236 | 5., CPHL | nicht qualifiziert             |